# Barry Jordan

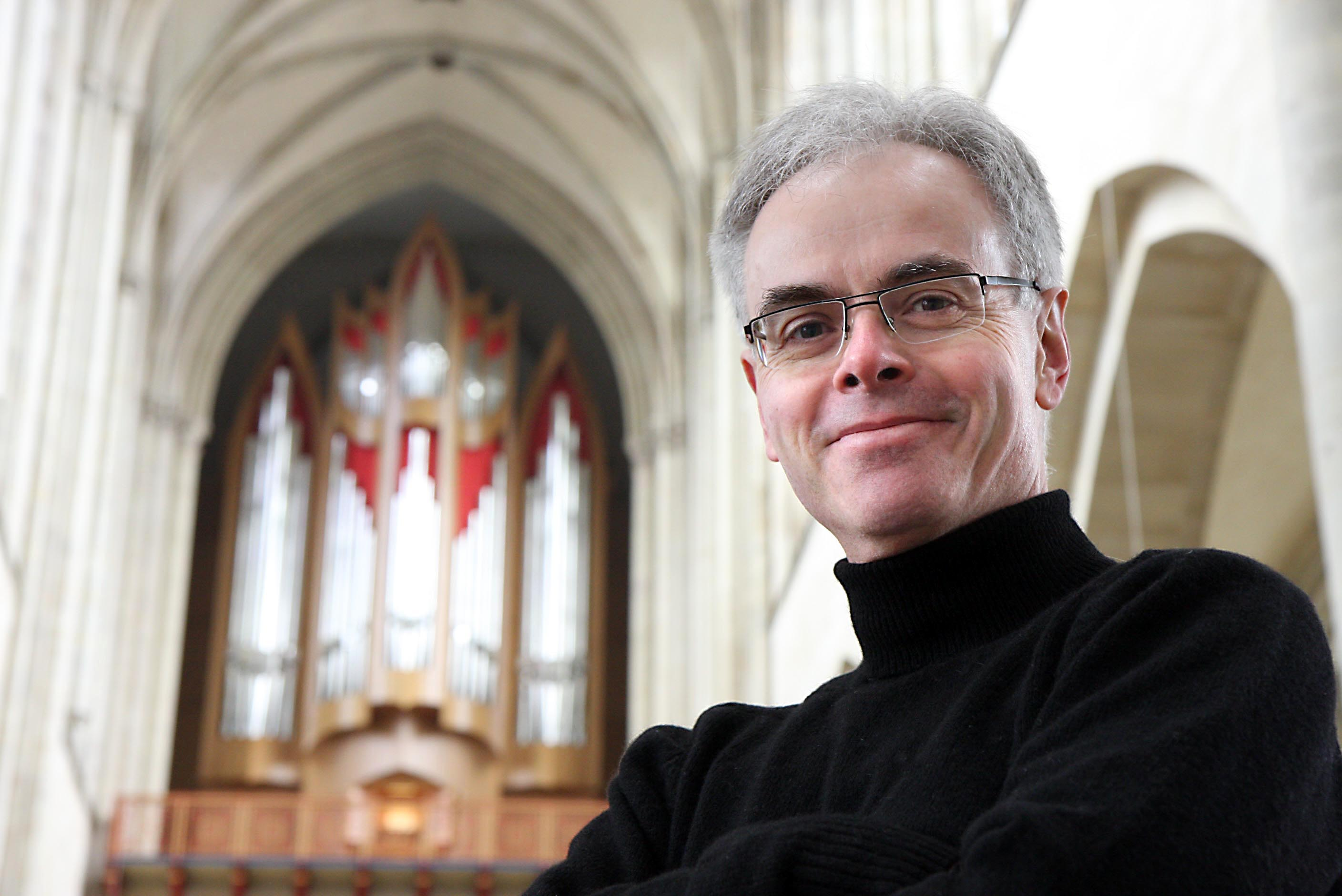
Barry Jordan (2008)

Barry Alan Jordan (* 17. Dezember 1957 in Port Elizabeth; † 13. November 2024 in Magdeburg) war ein deutscher Organist, Dirigent, Komponist und Kirchenmusiker südafrikanischer Abstammung. Er war langjähriger Domkantor und Organist am evangelischen Magdeburger Dom.

## Ausbildung und Tätigkeit
Barry Jordan studierte von 1976 bis 1979 an der University of Cape Town (Klavier und Komposition bei Peter Klatzow, Orgel bei Shirley Gie, Barry Smith und Gilian Weir) und schloss sein Studium mit dem Bachelor of Music ab. Ab 1977 war er Organ Scholar an der anglikanischen St. George’s Cathedral in Kapstadt und, als Ersatzwehrdienstleistender, vier Jahre lang Klarinettist in der südafrikanischen Polizeikapelle in Pretoria. In diesen Jahren komponierte er viel, studierte Klavier bei Lily Stroux, war Mitbegründer und Leiter des Ensembles für Neue Musik „Obelisk“, arbeitete als freiberuflicher Organist in Pretoria und Mitglied des semiprofessionellen Kammerchores der South African Broadcasting Corporation (SABC) in Johannesburg. 1982 gewann er ein SAMRO Overseas Scholarship (ein als Preisausschreibung vergebenes Stipendium zum weiterführenden Studium im Ausland). Von 1984 bis 1986 arbeitete er als Musiklehrer und Chorleiter an einem Mädchengymnasium und als zweiter Organist an der St. George’s Cathedral in Kapstadt. Gleichzeitig setzte er seine Studien bei Peter Klatzow (Komposition) und Orgel (Shirley Gie) an der University of Cape Town fort, die er 1985 mit einem Master of Music in Komposition (mit Auszeichnung) abschloss. Für sein Orchesterwerk „Last Things“ gewann er den Peter-Klatzow-Preis und ein weiteres Stipendium der University of Cape Town.
Ab 1986 studierte er Komposition (bei Francis Burt) und Orgel (bei Martin Haselböck) an der Hochschule für Musik und darstellende Kunst in Wien und (ab 1987) an der Musikhochschule Lübeck (Konzertexamen Orgel 1989, B-Examen in Evangelischer Kirchenmusik 1992, A-Examen in Evangelischer Kirchenmusik 1994). Während seiner Studienzeit in Lübeck war er zunächst Assistent von Hans Gebhard an der evangelischen Kirche St. Nikolai in Kiel, bevor er eine Stelle als Kantor und Organist an der evangelischen Osterkirche in Kiel antrat. 1994 wurde er als Domkantor und Organist an den Magdeburger Dom berufen. Neben einer internationalen Tätigkeit als Konzertorganist unterrichtete er von 2003 bis 2006 Orgel an der Hochschule für Musik und Theater „Felix Mendelssohn Bartholdy“ in Leipzig. 2004 wurde er in Magdeburg zum Kirchenmusikdirektor ernannt. Er initiierte den Bau zweier neuer Orgeln im Magdeburger Dom: die Hauptorgel von Alexander Schuke (2008) und die Orgel im Remter von Glatter-Götz/Rosales (2011). Als Spenden-Idee zugunsten des Neubauprojektes der geplanten Hauptorgel führte Jordan am 9. Oktober 2000 innerhalb von 18 Stunden sämtliche Orgelwerke von Johann Sebastian Bach an der Querhausorgel des Magdeburger Domes öffentlich auf. Am 29. November 2023 wurde er für seine Verdienste für die Kirchenmusik mit einem Eintrag in das Goldene Buch der Stadt Magdeburg geehrt. Am 1. Dezember 2023 trat Barry Jordan nach 29 Jahren am Magdeburger Dom in den Ruhestand. Sein Nachfolger wurde Christian Otto. Im Rahmen der Feierlichkeiten „500 Jahre Reformation in Magdeburg 1524–2024“ wurde sein Oratorium „Die Himmelsleiter“ am 13. Juni 2024 uraufgeführt.
Am 13. November 2024 starb Barry Jordan im Alter von 66 Jahren an den Folgen einer Krebserkrankung in Magdeburg. Die Beisetzung auf dem Magdeburger Westfriedhof erfolgte am 7. Dezember 2024 im engsten Familien- und Freundeskreis. Der Trauergottesdienst fand am selben Tag um 14 Uhr in der Pauluskirche statt.

## Kompositionen
- Last Things (Orchester, 1985).
- Elise Meiring se Disa (Kammerorchester).
- I am the Rose of Sharon, nach einem Bibeltext aus dem „Hohen Lied Salomons“ (Mezzosopran (oder Alt) und Orgel). Magdeburg: Edition Walhall, 1996.
- Praise Song (Orgel, 1999/2018).
- Die Heilung des Gichtbrüchigen. Evangelienmotette (Chor SATB). Celle: Verlag Daniel Kunert, 2012.
- Letters from Lambarene (in honour of Albert Schweizer). Six short pieces (Orgel, 2013).
- Es steht ein Lind in jenem Tal (Chor SATB). Königslutter am Elm: Prospect, 2013.
- Ox and eagle, angel, lion (Orgel).
- Die Himmelsleiter – Ein Reformationsoratorium (Solisten, Chor und Orchester, 2024).

## Herausgeber
- Modest Mussorgski: Bilder einer Ausstellung. Transkription für Orgel solo. Verlag Daniel Kunert, Celle 2015.

## Beiträge
- mit Martin H. Groß: Die Schuke-Orgel 1969–1970 im Domquerschiff (Chororgel). In: Martin H. Groß, Ulrike Groß (Hrsg.): Orgeln im Magdeburger Dom einst & jetzt. Aktion Neue Domorgeln Magdeburg e. V., Magdeburg 2008, S. 102–105.
- Organologische Philosophie. In: Martin H. Groß, Ulrike Groß (Hrsg.): Orgeln im Magdeburger Dom einst & jetzt. Aktion Neue Domorgeln Magdeburg e. V., Magdeburg 2008, S. 148–150.
- mit Martin H. Groß: Details der neuen Hauptorgel von 2008. In: Martin H. Groß, Ulrike Groß (Hrsg.): Orgeln im Magdeburger Dom einst & jetzt. Aktion Neue Domorgeln Magdeburg e. V., Magdeburg 2008, S. 200–237.
- mit Martin H. Groß: Die alten Orgeln bis 2007 – erste Anfänge und die Orgel der Orgelbauanstalt Alexander Schuke Potsdam von 1949. In: Martin H. Groß, Ulrike Groß (Hrsg.): Remter & Remter-Orgeln des Magdeburger Domes. Festschrift aus Anlass der Indienstnahme der Glatter-Götz-Orgel. Aktion Neue Domorgeln Magdeburg e. V., Magdeburg 2011, S. 21–29.
- Auswahl des Orgelbauers. In: Martin H. Groß, Ulrike Groß (Hrsg.): Remter & Remter-Orgeln des Magdeburger Domes. Festschrift aus Anlass der Indienstnahme der Glatter-Götz-Orgel. Aktion Neue Domorgeln Magdeburg e. V., Magdeburg 2011, S. 33.
- Die Orgelbaufirma Glatter-Götz, Aach-Linz und ihre Zusammenarbeit mit Architekt Graham Tristram (GB) und Orgelbauer Manuel Rosales (USA). In: Martin H. Groß, Ulrike Groß (Hrsg.): Remter & Remter-Orgeln des Magdeburger Domes. Festschrift aus Anlass der Indienstnahme der Glatter-Götz-Orgel. Aktion Neue Domorgeln Magdeburg e. V., Magdeburg 2011, S. 34–37.
- mit Martin H. Groß, Johannes Groß: Klangkonzept, Disposition, Stimmungsart, Orgelbau, technische Ausführung, Architektur. In: Martin H. Groß, Ulrike Groß (Hrsg.): Remter & Remter-Orgeln des Magdeburger Domes. Festschrift aus Anlass der Indienstnahme der Glatter-Götz-Orgel. Aktion Neue Domorgeln Magdeburg e. V., Magdeburg 2011, S. 38–42.

## CD-Einspielungen
- Orgelmusik aus dem Magdeburger Dom. Werke von Nicolaus Bruhns, Johann Sebastian Bach, Jehan Alain und August Gottfried Ritter. Paradies-Orgel (Schuke 1969) im Querhaus des Magdeburger Domes. CD. Prospect, Königslutter am Elm 1996.
- „Wißt ihr noch, wie es geschehen?“ Chor- und Orgelwerke von Johann Sebastian Bach, Andreas Hammerschmidt, Johann Crüger, Johann Wolfgang Frank, Christian Lahusen, Martin Luther, Johann Schop, Peter Cornelius und Franz Xaver Gruber. Magdeburger Domchor (Leitung: Barry Jordan). Paradies-Orgel (Schuke 1969) im Querhaus des Magdeburger Domes. CD. Prospect, Königslutter am Elm 1998.
- Praise Song. Werke von Barry Jordan, Johann Sebastian Bach, Dietrich Buxtehude, Jehan Alain, August Gottfried Ritter und Johann Ludwig Krebs. Paradies-Orgel (Schuke 1969) im Querhaus des Magdeburger Domes. CD. Prospect, Königslutter am Elm 2002.
- Passion – Ostern. Magdeburger Domchor (Leitung: Barry Jordan). CD. Prospect, Königslutter am Elm 2004.
- Gustav Mahler: 2. Sinfonie („Auferstehungs-Symphonie“). Anita Bader (Sopran), Undine Dreißig (Mezzosopran), Barry Jordan (Organist). Chor des Theaters Magdeburg, Magdeburger Domchor, Magdeburger Singakademie (Einstudierung: Christof Hilmer), Magdeburgische Philharmonie (Leitung: Gerd Schaller). CD Ram-Musikproduktionsgesellschaft, Braunschweig 2006.
- Symphonic Impressions. Werke von Norman Cocker, Percy Whitlock, Charles Villiers Stanford, Sigfrid Karg-Elert, Louis Vierne, Josef Rheinberger und Eugène Gigout. Schuke-Orgel (2008) der Kathedrale Magdeburg. CD. IFO classics, Saarbrücken 2008.
- Adeste Fideles – Weihnachtliche Musik an der großen Orgel des Magdeburger Doms. Werke von Marcel Dupré, Jean Langlais, Eugène Gigout, Georg Böhm, Johann Sebastian Bach, Johannes Brahms, Charles-Marie Widor und Sigfrid Karg-Elert. CD. Prosoect, Königslutter am Elm 2010.
- Himmelsklänge. Werke von Johann Sebastian Bach, Johann Ludwig Krebs, Johann Kuhnau und Johann Gottfried Walther. Compenius-Hartmann-Orgel in Niederndodeleben. CD. Querstand, Altenburg 2011.
- Orgelspiele. Modest Mussorgsky: Bilder einer Ausstellung (Orgelfassung). George Gershwin: Rhapsody in Blue (Orgelfassung). Große Orgel des Magdeburger Doms. CD. Querstand, Altenburg 2012.
- „Eroica“: Orgelmusik aus dem Magdeburger Dom. Werke von Joseph Jongen, Charles Villiers Stanford und Felix Nowowiejski. Schuke-Orgel (2008) im Magdeburger Dom. CD. IFO classics, Saarbrücken 2012.
- Johann Sebastian Bach: Orgelwerke. Präludium & Fuge BWV 547; Partita BWV 767; Choräle BWV 607, 611, 615, 618, 641, 645–650; Toccata & Fuge BWV 540. Glatter-Götz-/Rosales-Orgel (2011) im Remter des Magdeburger Domes. CD. Querstand, Altenburg 2012.
- Freude über Freude. Chorwerke von Johannes Brahms, Johann Eccard, Andreas Hammerschmidt, Franz Xaver Gruber, Hugo Distler, Jan Pieterszoon Sweelinck, Max Bruch, Günter Raphael, Johannes Jourdan und Hieronymus Praetorius. Magdeburger Domchor (Leitung: Barry Jordan). CD. Prospect, Königslutter am Elm 2016.
- Die drei Orgeln des Magdeburger Doms. Werke von Samuel Scheidt, Johann Jakob Froberger, Franz Tunder, Johann Gottfried Walther, Johann Ludwig Krebs, August Gottfried Ritter, Kevin Volans und Felix Nowowiejski. Paradies-Orgel (Schuke 1969), Orgel im Remter (Glatter-Götz/Manuel Rosales 2011), Westorgel (Schuke 2008) des Magdeburger Doms. CD. Prospect, Königslutter am Elm 2021.